# 聖拉斐爾 (智利)

聖拉斐爾（西班牙語：San Rafael），是智利的城鎮，位於該國中部馬烏萊大區的塔爾卡省，始建於1995年，面積263.5平方公里，海拔高度127米，2012年人口7,964人，人口密度每平方公里30人。
35°19′S 71°32′W / 35.317°S 71.533°W